# ワクドキ!元気
『ワクドキ!元気』（ワクドキげんき）は、2004年5月31日から2008年4月4日まで三重テレビ放送で放送されていた夕方の大型情報番組。
「ワクドキ！」のタイトルが付くシリーズの第1弾で、現在の「Mieライブ」に続く三重テレビの平日夕方放送の生活情報番組の嚆矢である。

## 番組概要
「元気にする」がキーワードの番組。2005年4月1日開始の地上デジタル放送開始を睨み、地域情報の一層の充実を図るため、それまで放送されていた『○ミエTVおしえて三重奏』と『エムテレ』を発展的に統合・解消し、この番組が開始された（『エムテレ』についてはこの番組開始以降、10分番組の『エムテレ・メッセ』として継続）。
この番組の開始に伴い三重テレビの平日夕方は、『三重テレビ ワイドニュース』『エムテレ・メッセ』と合わせて、計85分という大型のローカル生放送ゾーンとなった。
当初は地域情報ばかりでなく、三重テレビのキャラクター「エムっとくん」（宇宙人の男の子）と「ビっとちゃん」（人間の女の子・「エムっとくん」とは友達の関係）が各地の子供たちと体操をする「エムっとくんダンス」のコーナーも放送していたが、2005年4月からは、朝の情報番組『おはよう!三重』と『エムテレ・メッセ』での放送となっている（イベント会場で収録が行われた場合は当番組で放映される）。

## 放送時間の変遷
- 2004年5月31日〜2007年3月30日：18:30〜19:25
- 2007年4月2日〜2008年4月4日：18:00〜18:55

※ なお、いずれの期間も『三重テレビナイター』が放送される日は休止となる（ナイターが中止の場合も休止で、別番組が放送される）。

## 出演者

### 司会
- 月曜：林家染弥（当時）・山上和美
- 火曜：林家染弥・下登彩
- 水曜：松原敬生・栗山朋子
- 木・金曜：松原敬生・相羽としえ（共に元東海ラジオアナウンサー）

### リポーター
- 一色克美
- 岩田ちとせ
- 大村容子（三重テレビの現役報道記者であるが、なぜかアナウンサーのように起用されている）
- 水谷美保
- 大西敬子
- 田村真喜子
- 藤堂高虎（山浦ひさし）
- 中西麻起
- 宮本忠博
- うたまろ

### レギュラー
- 吉原ひろこ（月曜日）
- 北村光弘（月曜日）
- 伴良一（月曜日）
- 松田次生（フォーミュラ・ニッポンドライバー・毎週火曜日）
- 今原孝（中日新聞三重総局長・毎月最終日）

### 過去の出演者
- 田嶋みち
- 高瀬桃子
- 佐藤かおり
- 小西生峰
- 山崎愛
- 佐藤修造（前・中日新聞三重総局長）

## 主なコーナー

### 曜日共通
- 毎月最終曜日に、中日新聞三重総局長の今原孝が登場し、主に三重に関連したニュース・出来事などを解説、紹介する。
- 情報シャトル便（曜日不定。主にTOKYO MXからの内容。三重テレビ発のものはTOKYO MXでも放送される）
- 芸能サプリ（曜日不定。同日放送の『おはよう!三重』と同内容。）
- 最新ニュース - 曜日不定。担当は直前の『三重テレビワイドニュース』を担当していたアナウンサーが、ワクドキの生放送中のスタジオに登場している。報道フロアからニュースを伝える形式で2007年3月頃まで行われていたのを、復活する形となった。

### 曜日別

#### 月曜日
- 和美のお散歩ム〜ビ〜
- Let's食ing みんなのキッチン - 担当は大村容子
- 応援しまっせ!

#### 火曜日
- Mスポ
- R60
- ふるさとリレー - 三重テレビと県内のケーブルテレビが持ち回りで話題を取材する。なお、ケーブルテレビが担当の場合、アナウンサー等がスタジオに生出演する。
- ワクドキ!厳選ツアー

#### 水曜日
- 社長!元気の秘密
- 名古屋発!宮本ッちゃんねる-宮本忠博と下登アナが名古屋の最新情報を生中継で放送するコーナー。第1回目はミッドランドスクエアからだった。
- プチ撮り通信NAGOYAスタイル-主婦のビデオサークル・三重コアラのメンバーが名古屋へ出向き取材したものを放送
- うちの子どうしてる?
- 三重⇔愛知ゆきかう旅
- ワクドキ隊 - 視聴者が三重テレビから貸し出された放送機材を使用し、自ら取材・その模様を放送するというもの。『エムテレ』時代から続いている。放送は他のコーナーとの兼ね合いもあり不定期。

#### 木曜日
- タカトラII - 山浦ひさしが藤堂高虎に扮して、三重県 VS 各都道府県と具合いに対決しながら、毎回コーナー独自のルールに従い、全国制覇しようというもの。なお高虎の手下として、足軽の茂助（伊勢・安土桃山文化村）が登場する。
- 元気人にあいたい
- グッジョブ - とある大学生が、学費50万円を稼ぐために、番組に寄せられた様々なアルバイトを実施していくという企画。大抵は番組に寄せられたアルバイトとなるが、1度だけ三重テレビで放送されている『津競艇レースアワー』のADアルバイトとなったことがあった。
- 子育てnet

#### 金曜日
- ベル!ナビLive - 鈴鹿市にあるイオンモール鈴鹿ベルシティ（現：イオンモール鈴鹿）より、ベルシティ内のお店情報などを生中継で届ける。基本的に毎月第4週に放送。担当は岩田ちとせ。
- 日本まんなか直送便 - 三重テレビ・びわ湖放送・ぎふチャン・福井放送で週代わりにその地域の観光地や特産物などを紹介するコーナー。紹介した物や観光地のチケットは視聴者に抽選でプレゼントしている。なお、三重テレビ担当は大西敬子。
- 月に1回、桑名市長島町の「なばなの里」からゲストライブを行う。なお、開催の2週間ほど前から、出演歌手の紹介をコマーシャルで告知している。
- 元気Birthday - 三重テレビのマスコットキャラクターのエムっとくん・ビっとちゃんが抽選で当たった視聴者（ほとんどが幼稚園児・保育園児〜小学校1〜2年生）のところへ出かけ、誕生日を祝う企画。
- オジャまろ中継

## その他のコーナー

### ニュース
- 全国ニュースも扱う（大抵は、協力 又は 映像協力などと表示（映像提供元のテレビ局名・通信社名）。なお、一部の映像の入手先が不明なものもある。）
- 平田雅輝アナウンサー、一色克美アナウンサーが担当する（ごく稀に坊農秀治アナウンサーも担当することがある。また、高校野球県大会中継期間は、下登彩アナウンサーや藤井綾記者が担当することも。）ほか、台風接近時等でニュース解説などが必要な場合は、隣に多森成子を迎えて放送する。

## テーマ曲

### オープニング
- 2004年5月31日〜2007年3月30日
  - 「いつだって元気」 aoi
- 2007年4月2日〜2008年4月4日
  - 「元気だしていこう」 feel my way

### エンディング
- 2007年4月2日〜2008年4月4日
  - 「笑っていれば」 feel my way

## その他
この番組では、コカ・コーラ提供の非売品のグッズをプレゼントしていた。プレゼントの実施は『○ミエTVおしえて三重奏』等の時代から続いている。
ビーチバレー選手・浅尾美和がはじめてテレビ出演した番組である。
松原敬生の担当日はスタッフロールの協力欄に東海ラジオと表記されていた（オープニングでは表示なし。）。起用当時はまだ東海ラジオアナウンサーだったことによる表記だったが、定年退職後も降板まで表記は続いていた。